# Edward St Maur, 11:e hertig av Somerset
Edward Adolphus St Maur, 11:e hertig av Somerset, född den 24 februari 1775 i Monkton Farleigh, Wiltshire, död den 15 augusti 1855 i London, var en engelsk ädling. Han var son till Webb Seymour, 10:e hertig av Somerset och Mary Anne Bonnell.
Med tiden blev han känd som en driven matematiker och var dessutom president i Royal Institution 1826–1842 och president i Linnean Society of London 1834–1837. Han var dessutom medlem av Royal Society och blev utnämnd till riddare av Strumpebandsorden 1837. 
Han gifte sig första gången 1800 med lady Charlotte Douglas-Hamilton (1772–1827), dotter till Archibald Hamilton, 9:e hertig av Hamilton. De fick sju barn, däribland:
- Edward Seymour, 12:e hertig av Somerset (1804–1885)
- Archibald Seymour, 13:e hertig av Somerset (1810–1891)
- Algernon St Maur, 14:e hertig av Somerset (1813–1894)

År 1808 köpte han ett hus på Park Lane i London, ett stadsresidens som kom att bli känt som Somerset House, Park Lane. 
Han gifte sig andra gången 1827 med Margaret Shaw-Stewart (död 1880) men fick inga barn i det andra äktenskapet.